# Nhà thờ chính tòa Văn Hạnh

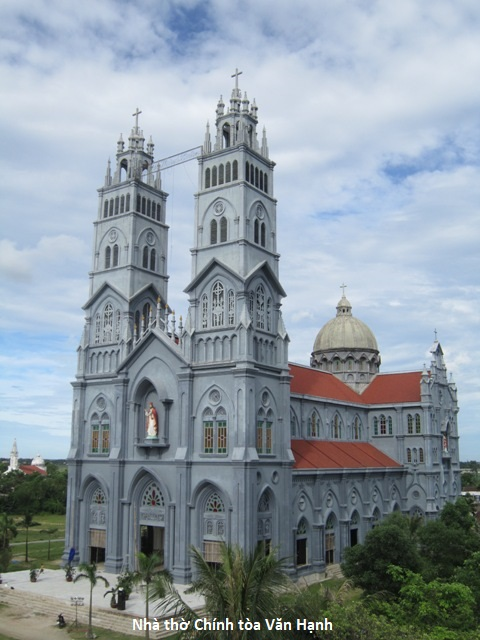
Nhà thờ Chính tòa Văn Hạnh - Giáo phận Hà Tĩnh

Nhà thờ chính tòa Văn Hạnh là nhà thờ chính tòa của Giáo phận Hà Tĩnh, tọa lạc tại đường Mai Lão Bạng, phường Trần Phú, tỉnh Hà Tĩnh. Nhà thờ chính tòa Văn Hạnh cách trung tâm thành phố Hà Tĩnh 4 km và cách Hà Nội 347 km.

## Lịch sử
Lễ khởi công xây dựng nhà thờ Văn Hạnh mới tại xã Thạch Trung (Thành phố Hà Tĩnh) được cử hành vào ngày từ ngày 16 tháng 9 năm 2003. Nhà thờ có diện tích 2013m² , dài 67,8m, thân rộng 27,6m, cánh Thánh giá rộng 36m, mái vòm cao 49 m, hai tháp cao 64,4m. Nhà thờ chính thức được khánh thành ngày 26 tháng 4 năm 2012.
Ngày 22 tháng 12 năm 2018, giáo hoàng Phanxicô công bố thành lập giáo phận Hà Tĩnh, tách từ giáo phận Vinh, nhà thờ Văn Hạnh được nâng lên thành nhà thờ Chính Tòa của giáo phận mới, nơi đặt ngai tòa của giám mục giáo phận.
Ngày 11 tháng 2, thánh lễ công bố quyết định thành lập giáo phận Hà Tĩnh và Giám mục Phaolô Nguyễn Thái Hợp chính thức nhận sứ vụ chủ chăn giáo phận này.